# سبزی‌کاری علمی
سبزی‌کاری علمی دانش پرورش سبزیجات است که با کشت گیاهان غیرچوبی (علفی) برای غذا سروکار دارد.

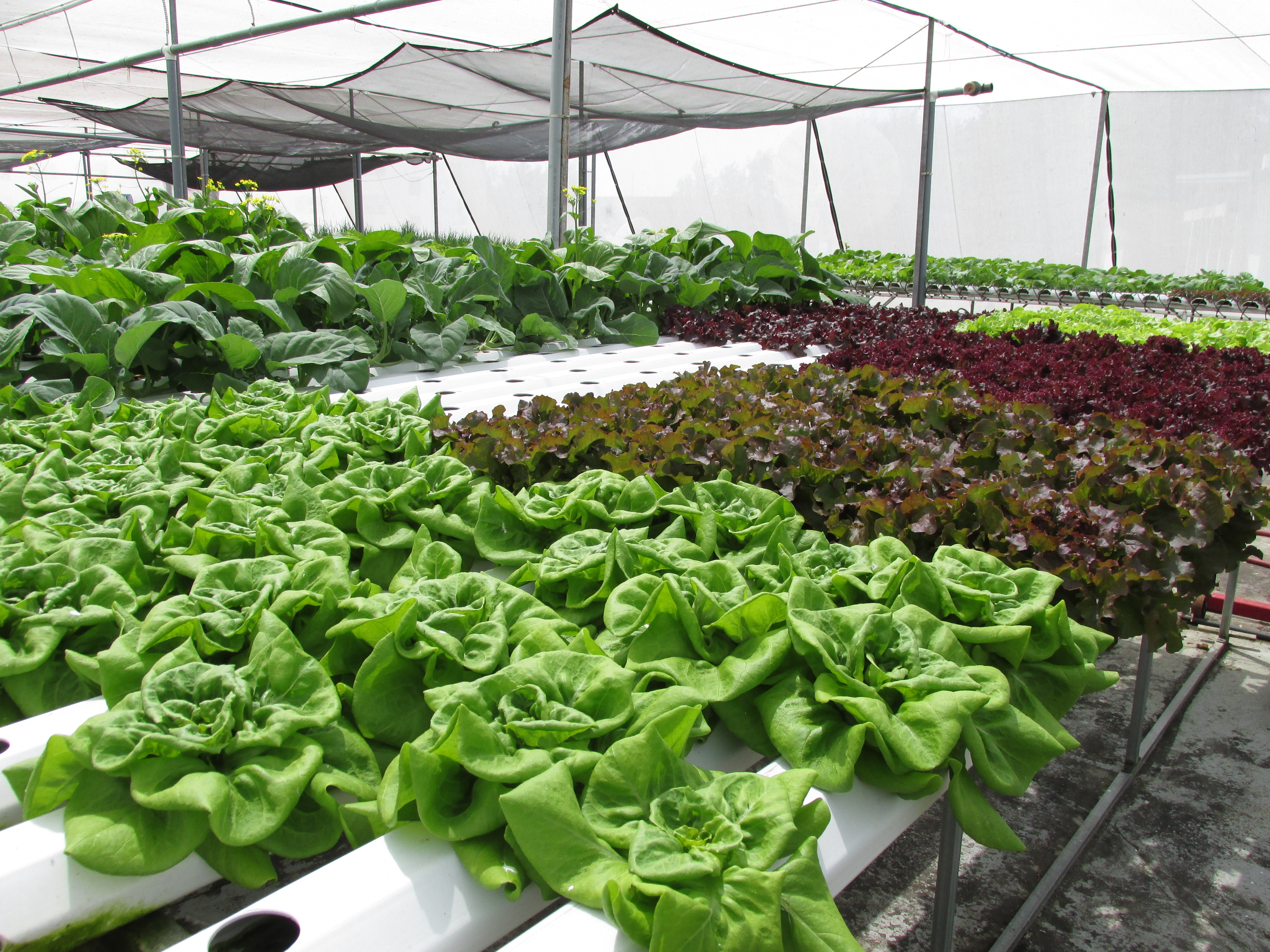
یک گلخانه سبزیجات به روش آب‌کشت در ایالت هاوایی آمریکا

سبزی‌کاری علمی تولید گیاهان برای استفاده از بخش‌های خوراکی آن‌هاست. سبزی‌ها را می‌توان به ۹ دسته عمده بخش‌بندی کرد:
- سبزی‌های برگی – اسفناج و کولارد سبز
- سبزی‌های سالادی – کاهو و کرفس
- سبزی‌های کلمی – کلم و گل کلم
- سبزی‌های ریشه‌ای (غده) – سیب زمینی، چغندر، هویج و تربچه
- سبزی‌های پیازی – پیاز و تره فرنگی
- حبوبات – لوبیا و نخود فرنگی
- کدوییان – خربزه، کدو و خیار
- بادنجانیان – گوجه فرنگی، فلفل و سیب زمینی
- ذرت شیرین